# 国家机关事务管理局紫金服务中心

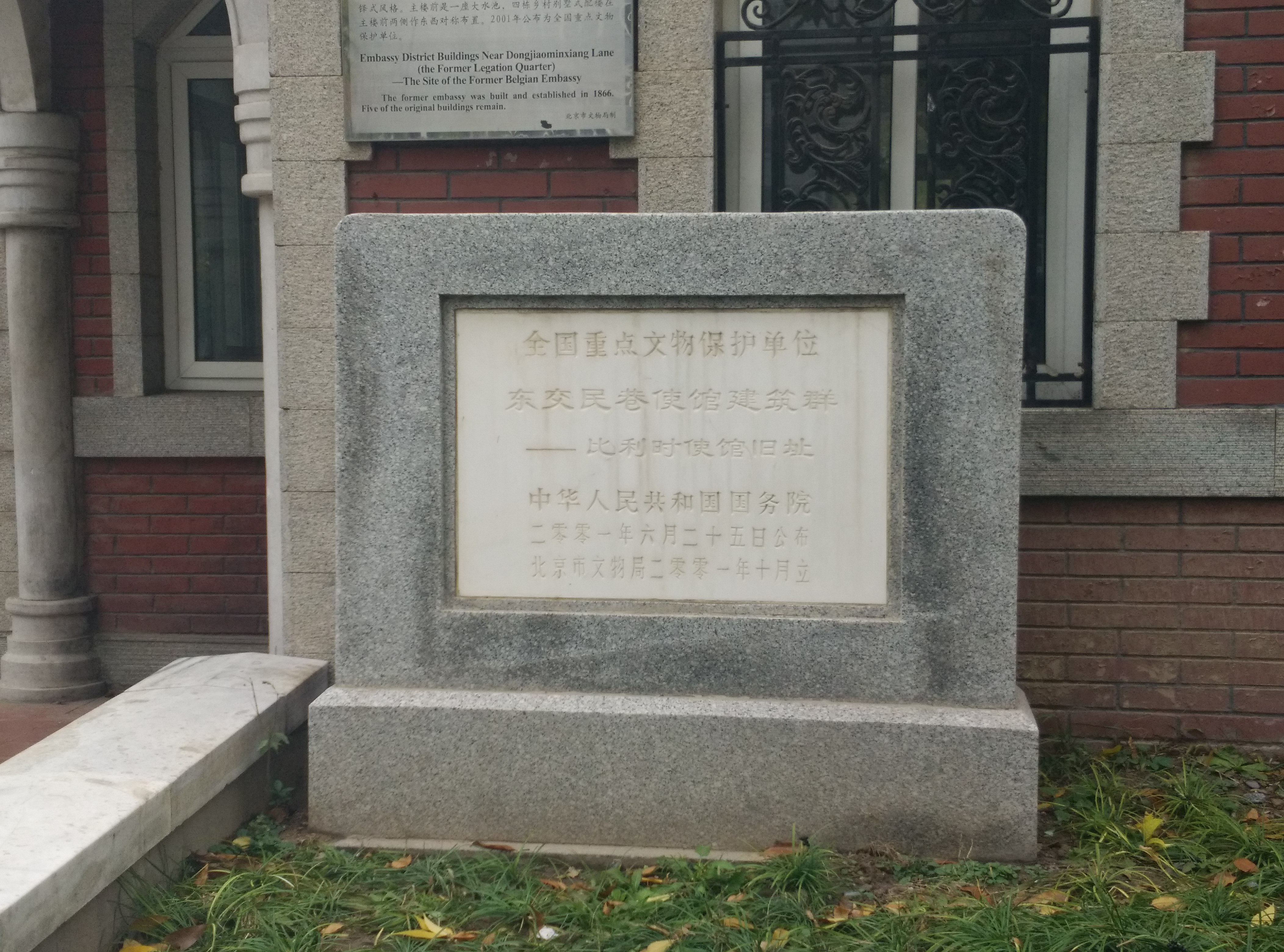
国保碑

国家机关事务管理局紫金服务中心，位于北京市东城区崇文门西大街9号（比利时使馆旧址），隶属国家机关事务管理局宾馆管理中心。

## 历史
国家机关事务管理局紫金服务中心，原名紫金宾馆，位于台基厂大街与东交民巷相交处的东南角。《北京条约》签订以后，比利时继英国、法国之后，在清朝同治五年（1866年）在北京设立使馆，当时位于崇文门内大街路东。光绪二十六年（1900年6月20日），义和团追捕德国公使克林德，比利时使馆驻兵开枪，引发比利时使馆被义和团焚毁。《辛丑条约》签订以后，比利时使馆占据了原大学士徐桐故宅，而且又向东扩展至原法国兵营处，西到红厂胡同，南至北京内城南城墙根。
1970年，在此建立宾馆。1986年正式更名为紫金宾馆。该宾馆原隶属国务院机关事务管理局。2013年国务院机关事务管理局更名国家机关事务管理局，该宾馆名称由国务院机关事务管理局紫金宾馆改为国家机关事务管理局紫金宾馆。该宾馆拥有写字楼、客房、餐厅、保龄球馆等设施。客房中仅有少数用于接待，其余租给公司、商社作为办公场所。2018年，更名为国家机关事务管理局紫金服务中心，仍为事业单位。

## 建筑
紫金服务中心内现存的原比利时使馆建筑有使馆办公楼及四栋官邸。办公楼坐北朝南，官邸分列在东西两侧，中央是绿地。绿地中央有一个大水池。
- 大门：《辛丑条约》签订以后重建的比利时使馆大门原来开在台基厂大街与东江米巷交叉路口的东南角。大门用红砖砌成，石材镶边装饰，门洞是石砌圆拱，立在两侧石墩上。三角形山墙呈四级阶梯状，底部两侧及顶部有石砌小尖塔，山墙中央镶有比利时使馆石匾牌。原大门已在台基厂大街向东拓宽时拆除，现仍可见部分侧墙的原物。现在紫金宾馆的大门改开在南侧的崇文门西大街上，为仿造原大门风格建造。[1]
- 1号楼（办公主楼）：长方形，长41.50米，深19.85米，地上三层，地下一层，砖石结构。东北端、西北端各有一座凸出的配房。原建筑底层门厅南端的东西两侧是外廊，分别向北环绕与东、西两侧的配房连接，后来为外廊砌成砖墙，并且在墙上开半圆大窗，从而形成了两侧外凸的单层实体，其上仍是二层室外平台。主楼南立面三开间外凸，屋顶阁楼为阶梯状三角形山花。这是自中世纪以后，尼德兰地区商业城市的传统建筑形式，特点是正面窄，进深大，山墙临街，山花相接，内为楼阁，并用哥特式小尖墙等作为装饰，形成华丽繁复的轮廓。主楼在中央两侧二开间及东西两侧墙都做成阶梯状山墙，山墙端部都做有碉楼式竖向装饰。外墙使用暖色清水砖砌成，并用石材作门窗套及墙转角处的隅石。入口大门廊进深大，壁柱为塔司干式的三个等开间同高的券柱式，正面的大台阶两侧带宽大的坡道，车辆可直达门廊下方。大门厅长19.82米，宽9.30米，北端是两侧双分式大楼梯。另外东侧还有一辅助楼梯，可通地下室。因原使馆大门在西北角，所以主楼的东、西廊处都设有出入口，主楼后部的平房是厨房，和楼内餐厅有通道连接。[1]
- 2、3、5、6号楼（使馆官邸）：院落内除了东南角的4号楼是后来加建的以外，其他四幢楼都是原有建筑。西北侧的2号楼是两层，主入口朝东，西面设有次要入口。3、5、6号楼都是二层半，顶部全部是绿色金属坡顶。5、6号楼在院内主楼前东侧。3号楼在院内西南，东北部外廊有南北台阶可通到朝东的主入口，走廊西部是主楼梯，西北角设有辅助入口和辅助楼梯，东南角设有三层半的碉楼式角楼，南部的客厅有凸窗和外部大平台。3号楼应为大使官邸。[1]
- 4、7、8号楼：均为后来加建，并非比利时使馆原有建筑。[1]